# Angela Andersen
Angela Andersen (* Mai 1960 in Köln) ist eine deutsche Journalistin, Filmemacherin und Regisseurin.

## Leben und Wirken
Andersen studierte Politikwissenschaft und Soziologie an der Universität Hamburg. Sie war bei vielen Projekten für das ZDF die Partnerin von Claus Kleber. Ihre erste große gemeinsame Arbeit war die Reportage America Almighty (Allmacht Amerika. Die Welt im Griff), für die sie Thailand, Südkorea und das United States Indo-Pacific Command besuchte. Sie erhielt 2004 den Ersten Preis beim Radio-, TV- und Neue-Medien-Preis in der Kategorie Fernsehen. Es folgten weitere Produktionen für das ZDF wie Amerikas Kreuzzug – Afghanistan, Die Kennedys und Indien – Unaufhaltbar. Die dreiteilige Dokumentation Die Bombe wurde als beste Dokumentation des Jahres ausgezeichnet.
Als Regisseurin und Koautorin der zweiteiligen Dokumentation Hunger! Durst! erhielt Andersen (mit Claus Kleber) 2015 den Bayerischen Fernsehpreis. Schöne neue Welt – Wie Silicon Valley unsere Zukunft bestimmt wurde 2016 mit dem Georg von Holtzbrinck Preis für Wirtschaftspublizistik ausgezeichnet, erhielt 2017 den Zweiten Preis beim New York Festival, erhielt 2017 den Deutschen Wirtschaftsfilmpreis und war beim Monaco International Film Festival als Beste Dokumentation nominiert.
2018 führte Andersen Regie bei der deutsch-französisch-kanadischen Produktion Inviolable – The Fight for Human Rights. Für die ARD und andere Sender war sie als freiberufliche Produzentin und Koautorin an Dokumentationen wie Kuba – Eine Revolution ohne Hoffnung und Tag des Terrors  – 11. September beteiligt. Anderson lebt in Massachusetts. Als Mitinhaberin der Fernsehproduktionsgesellschaft Stories Unlimited Inc. realisierte sie mehr als 20 halbstündige Dokumentationen zu sozialpolitischen Themen.